# Обрезање (вјерски чин)
Обрезање или сунећење је отклањање дијела коже са људског пениса. Историја обрезања је везана за религиозну традицију која је на доста мјеста описана у Библији, а од самог настанка ислама, саставни је дио и те религије.

## Спомињање обрезања у Библији
Први помен овог обичаја је везан за Аврама и споменут је у Старом завјету у Првој књизи Мојсијевој - Постање (17: 9-14, 23-27). По том предању, Бог му је рекао да држи завјет његов, он и потомство његово након њега од кољена до кољена. Добили су заповјест да се обрезују сви мушки. Обрезивање окрајака тијела је требало да да буде знак завјета између Бога и њих (Аврама, његовог сина и мушког потомства). Свако мушко дијете кад му је било осам дана требало је да се обрезује, у свим генерацијама. Није било битно да ли се син родио у кући или је дијете било купљено за новце од којих год странаца, које није било од Аврамогог потомства. То је названо завјетом вјечним, а завјет је био видљив на њиховим тијелима. А заповјест за необрезано мушко је била да се истријеби из народа својега, јер поквари завјет са Богом. Аврам је истога дана, када му је то Бог рекао, обрезао себе (тада је имао 99 година), свог сина првенца Исмаила (имао је 13 година) и све мушкарце из свог дома (ту рођене или купљене од туђинаца). Када је са 100 година Аврам добио првог сина са својом женом Саром, Исака, обрезао га је 8. дана од рођења.
У Јаковљеву ћерку Дину се заљубио кнез Сихем, па ју је силовао. Сихемов отац Емор је молио Јакова да му да за његовог сина Дину за жену. Јаков је лажно пристао, поставивши услов да се сви мушки из тог града обрежу и да ће се тек затим та два племена међусобно женити и сродити. Након што су се сви обрезали и трећи дан били у боловима, Динина браћа Симеон и Левије су је осветили. Убили су Сихема, Емора, све мушкарце у том граду и своју сестру су ослободили. Затим су синови Јаковљеви опљачкали град јер је у њему њихова сестра била осрамоћена. (Постање 34)  Обрезивање мушке дјеце се вршило код Јевеја 8. дана од рођења (Левитска 12,3).